# Grand Prix Trypolisu
Grand Prix Trypolisu, oficj. Gran Premio di Tripoli – wyścig samochodowy, odbywający się w latach 1925-1930, 1933-1940. Początkowo zawody odbywały się w samym Trypolisie, a od 1933 roku w Mellaha, nieopodal Trypolisu

## Zwycięzcy
| Rok  | Zwycięzca           | Konstruktor   | Tor      | Wyniki |
| ---- | ------------------- | ------------- | -------- | ------ |
| 1940 | Giuseppe Farina     | Alfa Romeo    | Mellaha  | Wyniki |
| 1939 | Hermann Lang        | Mercedes-Benz | Mellaha  | Wyniki |
| 1938 | Hermann Lang        | Mercedes-Benz | Mellaha  | Wyniki |
| 1937 | Hermann Lang        | Mercedes-Benz | Mellaha  | Wyniki |
| 1936 | Achille Varzi       | Auto Union    | Mellaha  | Wyniki |
| 1935 | Rudolf Caracciola   | Mercedes-Benz | Mellaha  | Wyniki |
| 1934 | Achille Varzi       | Alfa Romeo    | Mellaha  | Wyniki |
| 1933 | Achille Varzi       | Bugatti       | Mellaha  | Wyniki |
| 1930 | Baconin Borzacchini | Maserati      | Trypolis | Wyniki |
| 1929 | Gastone Brilli-Peri | Talbot        | Trypolis | Wyniki |
| 1928 | Tazio Nuvolari      | Bugatti       | Trypolis | Wyniki |
| 1927 | Emilio Materassi    | Bugatti       | Trypolis | Wyniki |
| 1926 | François Eysermann  | Bugatti       | Trypolis | Wyniki |
| 1925 | Renato Balestrero   | OM            | Trypolis | Wyniki |